# 石龍拱
石龍拱是香港的一座山峰，高474.4米，位於新界中部，十八區分區上隸屬荃灣區，位處大欖郊野公園內，荃灣油柑頭附近，青衣以北，荃灣市中心以西。山頂設有民航處的障礙物燈標和地政總署測繪處的二等三角網測站，三角網測站編號404。
往來元朗和荃灣的元荃古道在石龍拱山頂西南不遠處經過，漁農自然護理署在那裡興建了涼亭，可以飽覽整個荃灣、葵涌、青衣北部、青馬大橋、大嶼山東北部、甚至是九龍、香港國際機場以及香港島的景色。

## 古蹟
石龍拱有不少曾經被人為開發的跡象，在山頂以南山坡發現為數不少的墩台、房屋地基平台以及農田遺跡，疑似是古代所建立的軍營留下來的痕跡，惟未經證實。

## 註腳
1. ↑  香港地政總署.  (PDF). 2015-07-31  [2013-05-09]. （原始内容存档 (PDF)于2013-03-14）.
2. ↑   (PDF). 地政總署測繪處. 5月9日  [2013-05-09]. （原始内容存档 (PDF)于2013-03-14）.

## 外部連結
- Hong Kong Hiking Web:石龍拱墩台(屯門墩台)  （页面存档备份，存于）